# 湿地科学家学会
濕地科學家學會（Society of Wetland Scientists, SWS）或稱國際濕地科學家學會，是一個致力於促進對濕地之理解、保育、保護、恢復，並以科學管理為基礎促進濕地可持續性的非營利國際化專業組織。學會的成員包括政府機構、非政府組織、學術與私人機構。任何對濕地有興趣的人都可以取得會員資格。濕地科學家學會並一直以促進科學家與管理者的會面與合作基礎而聞名。其總部設在美國威斯康辛州的麥迪遜，目前在全世界有3000個以上的成員。
為當地與濕地有關的活動建立網絡，並提供教育及其他相關的資源，濕地科學家學會在全球擁有16個地區分會，包括：國際、阿拉斯加、中部、中北部、中南部、西部、洛磯山脈、新英格蘭、加拿大、歐洲、大西洋中部、南大西洋、大洋洲、太平洋西北地區、亞洲、中國等。並依不同主題設有九個部門，用以籌備、組織各類研討會與濕地科學家學會年會，包括：生物地球化學、教育、氣候變遷生態學、沼澤、公共政策和監管、拉姆薩濕地、野生動物、濕地恢復、婦女與濕地等。

## 历史
濕地科學家學會係由美國陸軍工兵署(U.S. Army Corps of Engineers)高級科學家理查·馬坎柏(Richard Macmber)所倡議，於1980年成立於美國佛羅里達州。依其資深公務部門服務經歷，馬坎柏與其同僚認為濕地科學研究成果應結合政府政策，方能達成其效益。成立之初，由北卡大學傑姆斯·帕聶爾教授擔任首屆學會主席，馬坎柏擔任副主席。1983年由加拿大籍瓦爾特·葛路宣科接任主席，自此國際濕地科學家學會正式成為國際性之學會。2008年會長為派崔克·梅哥尼加爾博士（美國史密斯研究所首席科學家）。
國際濕地科學家學會為全球性非營利專業者組織，目前分布世界各國有3500位會員，第一次國際會議在2000年於美國召開，第一次在美國境外召開的國際會議於2000年加拿大魁北克市舉辦，第二次在美國境外也是第一次離開北美洲召開的國際會議於2006年澳洲昆士蘭舉行，下一次則是2011年歐洲捷克首都布拉格舉行。濕地科學家學會成立至今，每年由Springer出版社出版六期濕地期刊（Wetlands），為國際性最重要的濕地科學期刊。
國際濕地科學家學會除總部設在美國之外，並於世界各國成立分會，近年來每年以20％的會員國成長率成長。例如澳洲理事會成立於2002年，南美洲理事會成立於2003年，歐洲理事會成立於2004年，亞洲理事會成立於2005年，中國分會成立於2018年。

## 外部連結
- 濕地科學家學會官方網站(SWS Homepage) （页面存档备份，存于）
- 濕地科學家學會亞洲理事會官方網站(SWS Asia Chapter Homepage) （页面存档备份，存于）